# Ornella &...
Ornella &..., pubblicato nel 1986, è il venticinquesimo album in studio della cantante italiana Ornella Vanoni.

## Il disco
Il disco è uno dei tanti concept- album di Ornella; in questo la cantante fa un omaggio alla musica jazz reinterpretando alcune canzoni italiane con gli arrangiamenti di alcuni dei più prestigiosi jazzisti: George Benson, Michael Brecker, Randy Brecker, Ron Carter, Eliane Elias, Gil Evans, Steve Gadd, Herbie Hancock, Chris Hunter, Lee Konitz e Herbie Mann.
L'album raggiunge la sesta posizione nelle classifiche di vendita.
L'album esce anche contemporaneamente in un unico cd. La prima emissione è appunto del 1986 e non ha il codice a barre sul retro copertina.

## Tracce
1. Amarsi un po'' - 4:12 - (Mogol-Lucio Battisti)
2. Chissà se lo sai - 3:25 - (Lucio Dalla-Ron)
3. Amore baciami - 2:59 - (Gian Carlo Testoni-Carlo Alberto Rossi)
4. Poesia - 3:05 - (Marco Luberti-Paolo Amerigo Cassella-Riccardo Cocciante)
5. Aria - 3:32 - (Sergio Bardotti-Dario Baldan Bembo)
6. Il mondo - 3:05 - (Gianni Meccia-Jimmy Fontana-Carlo Pes)
7. Sì, viaggiare - 4:12 - (Mogol-Lucio Battisti)
8. Ti ricorderai - 1:45 - (Gian Franco Reverberi-Luigi Tenco)
9. Ancora - 3:34 - (Franco Migliacci-Claudio Mattone)
10. La donna cannone - 4:03 - (Francesco De Gregori)
11. ...E penso a te - 3:50 - (Mogol-Lucio Battisti)
12. Ma l'amore no - 2:40 - (Michele Galdieri-Giovanni D'Anzi)
13. La notte dell'addio - 2:46 - (Alberto Testa-Memo Remigi)
14. L'ultima occasione - 2:40 - (Tony Del Monaco-Climax)
15. Nel cielo dei bar - 3:04 - (Leo Chiosso-Fred Buscaglione)
16. La voce del silenzio - 2:43 - (Elio Isola-Paolo Limiti-Mogol)
17. Una sigaretta - 3:04 - (Leo Chiosso-Fred Buscaglione)
18. Occhi di ragazza - 2:32 - (Sergio Bardotti-Gianfranco Baldazzi-Lucio Dalla)
19. Se stasera sono qui - 3:02 - (Mogol-Luigi Tenco)
20. Canzone per te - 2:45 - (Sergio Endrigo-Sergio Bardotti)

## Formazione
- Ornella Vanoni – voce
- Michael Abene – tastiera, pianoforte
- John Mahoney – sintetizzatore, programmazione
- John Basile – chitarra elettrica
- Tom Barney – basso
- Eliane Elias – pianoforte
- Steve Gadd – batteria
- Gil Evans – pianoforte
- Ron Carter – basso
- Joe Baron – batteria
- Herbie Hancock – pianoforte
- George Benson – chitarra elettrica
- Randy Brecker – flicorno
- Michael Brecker – sassofono tenore
- Chris Hunter – sassofono soprano
- Lee Konitz – sassofono contralto
- Herbie Mann – flauto
- Suzy Reynolds – cori